# Federazione di baseball e softball della Corea del Nord
La Federazione nordcoreana di baseball e softball (eng. Baseball and Softball Association of DPR Korea) è un'organizzazione fondata per governare la pratica del baseball e del softball in Corea del Nord.
Organizza il campionato maschile e di softball femminile, e pone sotto la propria egida la nazionale maschile e di softball femminile.